# Fred Herzog (Basketballspieler)
Fredrick Herzog (* 23. Dezember 1969 in Newark (New Jersey)) ist ein ehemaliger US-amerikanischer Basketballspieler.

## Leben
Der 2,06 Meter große Flügelspieler gehörte von 1987 bis 1992 zur Hochschulmannschaft der Fordham University in der ersten NCAA-Division. In seinem Abschlussspieljahr 1991/92 gelangen Herzog je Einsatz im Schnitt 17,9 Punkte und 6,4 Rebounds. 1991 und 1992 wurde er mit Fordham Meister der Patriot League. Als er die Hochschule verließ, lag er mit 1435 erzielten Punkten auf dem sechsten Rang der ewigen Korbjägerliste. 1999 wurde der für seinen guten Distanzwurf bekannte Herzog in die Ruhmeshalle der Hochschulmannschaft aufgenommen.
Herzog wechselte 1992 ins Profilager, die Mannschaft Rockford Lightning aus der US-Liga CBA sicherte sich die Rechte an dem Flügelspieler. Allerdings spielte er zunächst nicht für Rockford, sondern in einer anderen US-Liga, der GBA, für die Cedar Rapids Sharpshooters. In der Frühjahressaison 1993 spielte er für die australische Mannschaft Canberra Cannons in der Liga NBL, spielte dort auch 1994 und erzielte für die Cannons im Schnitt 21,7 Punkte je Begegnung. Dennoch kam es zur Trennung, Herzog blieb in Australien und wechselte zu den Tuggeranong Minstrels, für die er in einem Spiel der ACT State League Mitte Juli 1994 106 Punkte erzielte, 67 davon in der zweiten Spielhälfte. Seine Mannschaft gewann die Partie gegen die Weston Creek Dodgers mit 142:88. In der Saison 1994/95 verstärkte er die Sioux Falls Skyforce in der US-Liga CBA. 1995 war er erneut in der australischen NBL tätig und stand bei den Gold Coast Rollers unter Vertrag.
In der Saison 1995/96 stand er in Diensten der CBA-Mannschaften Rockford Lightning und Sioux Falls Skyforce. In der Vorbereitung auf die Saison 1996/97 gehörte er dem Trainingskader der NBA-Mannschaft Chicago Bulls an, Ende Oktober 1996 wurde er aus dem Aufgebot gestrichen und spielte dann wieder für Rockford Lightning in der CBA. Im Laufe der Saison 96/97 wechselte Herzog zum französischen Erstligisten PSG Racing, bestritt drei Spiele für die Pariser Mannschaft und trug zum Gewinn der französischen Meisterschaft bei.
Herzog setzte seine Karriere 1997/98 bei den Mitsui Falcons in Japan fort und stand dann 1998/99 wieder in der CBA auf dem Feld: Zunächst bei den Quad City Thunder, dann wurde er an die La Crosse Bobcats abgegeben. Nach Stationen in weiteren US-Ligen (IBL und USBL) wurde Herzog zum Spieljahr 2000/01 vom deutschen Bundesligisten BCJ Hamburg verpflichtet. Mit 17,2 Punkten je Begegnung war er zweitbester Hamburger Korbschütze und mit 74 erfolgreichen Dreipunktwürfen treffsicherster Distanzwerfer der Mannschaft.
In der Saison 2001/02 verstärkte er den portugiesischen Erstligisten Clube Portugal Telecom, mit dem er Landesmeister wurde und 12,8 Punkte pro Partie verbuchte. Sein letzter Halt im Profibasketball war der polnische Erstligist Stal Ostrow Wielkopolski, für den er zu Beginn der Saison 2002/03 spielte, aber lediglich drei Einsätze bestritt.